# Chono
Chono je izumrlo pleme Američkih Indijanaca iz južnog Čilea naseljeno do druge polovice 19. stoljeća između zaljeva Corcovado i Penas. Prema procjenama bilo ih je tek nekoliko stotina, od kojih je posljednji umro 1875. godine. Neki su se možda i apsorbirali od strane susjednih plemena. Chono Indijanci slabo su istraženi i etnički i lingvistički. Chono su bili nomadi duž morske obale Čilea, lovci na ptice i ribari, sakupljači jaja i školjkaša. Poznavali su mreže istkane od vlakana kore. Jedina uzgojena životinja bio je maleni dugodlaki čupavi pas, koji im je pomagao i pri lovu i ori ribolovu. Od dugih dlaka ovog psa Indijanci su u kombinaciji s drugim vlaknima kore i drugog bilja tkali odjeću i rogožinu. Čono-agrikultura sastojala se u pred-konkvistadorsko doba od nešto uzgoja krumpira u malenim baščama, a kasnije su prihvatili i uzgoj ovaca i koza. 
O čilskim Chonima pisao je čilsko-hrvatski povjesničar Sergio Laušić Glasinović.

## Vanjske poveznice
- Pueblo Chono  Arhivirana inačica izvorne stranice od 17. prosinca 2006. (Wayback Machine)
- Los primeros pobladores de Chiloé  Arhivirana inačica izvorne stranice od 24. prosinca 2012. (Wayback Machine)